# Куба във Втората световна война
Куба участва във Втората световна война на страната на Съюзниците от 9 декември 1941 година до края на войната.
Страната влиза във войната непосредствено след нападението над Пърл Харбър. Тя оказва логистична подкрепа на Съюзниците в региона на Карибско море. Флотът и военновъздушните сили охраняват съюзнически морски конвои, като за времето на войната не губят нито един кораб или самолет, но потопяват една германска подводница.